# 鮑登章克申 (喬治亞州)
鮑登章克申（英語：Bowdon Junction）是位於美國喬治亞州卡洛爾縣的一個非建制地區。該地的面積和人口皆未知。

## 地理
鮑登章克申的座標為33°39′47″N 85°08′59″W / 33.66306°N 85.14972°W，而該地的平均海拔高度為379米（即1243英尺）。